# 500 kilomètres de Magny-Cours FIA GT 2003
Navigation
Édition précédente Édition suivante
Les 500 kilomètres de Magny-Cours 2003 FIA GT, disputées le 27 avril 2003 sur le circuit de Nevers Magny-Cours, sont la deuxième manche du championnat FIA GT 2003.

## Course

### Classement de la course
Classement à l'issue de la course (vainqueurs de catégorie en gras), :
| Position | Classe | No | Équipe                                    | Pilotes                                                 | Châssis                   | Pneus | Tours |
| Position | Classe | No | Équipe                                    | Pilotes                                                 | Moteur                    | Pneus | Tours |
| -------- | ------ | -- | ----------------------------------------- | ------------------------------------------------------- | ------------------------- | ----- | ----- |
| 1        | GT     | 23 | BMS Scuderia Italia                       | Matteo Bobbi Thomas Biagi                               | Ferrari 550-GTS Maranello | M     | 104   |
| 1        | GT     | 23 | BMS Scuderia Italia                       | Matteo Bobbi Thomas Biagi                               | Ferrari 5.9L V12          | M     | 104   |
| 2        | GT     | 22 | BMS Scuderia Italia                       | Fabrizio Gollin Luca Cappellari                         | Ferrari 550-GTS Maranello | M     | 104   |
| 2        | GT     | 22 | BMS Scuderia Italia                       | Fabrizio Gollin Luca Cappellari                         | Ferrari 5.9L V12          | M     | 104   |
| 3        | GT     | 15 | Lister Storm Racing                       | Andrea Piccini Jean-Denis Delétraz                      | Lister Storm              | D     | 104   |
| 3        | GT     | 15 | Lister Storm Racing                       | Andrea Piccini Jean-Denis Delétraz                      | Jaguar 7.0L V12           | D     | 104   |
| 4        | GT     | 11 | Roos Optima Racing Team                   | Henrik Roos Magnus Wallinder                            | Chrysler Viper GTS-R      | D     | 101   |
| 4        | GT     | 11 | Roos Optima Racing Team                   | Henrik Roos Magnus Wallinder                            | Chrysler 8.0L V10         | D     | 101   |
| 5        | GT     | 8  | Graham Nash Motorsport                    | Miguel Ramos Ni Amorim Pedro Chaves                     | Saleen S7-R               | D     | 101   |
| 5        | GT     | 8  | Graham Nash Motorsport                    | Miguel Ramos Ni Amorim Pedro Chaves                     | Ford 7.0L V8              | D     | 101   |
| 6        | N-GT   | 88 | Team Maranello Concessionaires            | Tim Mullen Jamie Davies                                 | Ferrari 360 Modena GT     | D     | 101   |
| 6        | N-GT   | 88 | Team Maranello Concessionaires            | Tim Mullen Jamie Davies                                 | Ferrari 3.6L V8           | D     | 101   |
| 7        | N-GT   | 50 | Freisinger Motorsport                     | Marc Lieb Stéphane Ortelli                              | Porsche 911 GT3-RS        | D     | 101   |
| 7        | N-GT   | 50 | Freisinger Motorsport                     | Marc Lieb Stéphane Ortelli                              | Porsche 3.6L Flat-6       | D     | 101   |
| 8        | N-GT   | 58 | Auto Palace Compétition                   | Steeve Hiesse Guillaume Gomez                           | Ferrari 360 Modena GT     | P     | 100   |
| 8        | N-GT   | 58 | Auto Palace Compétition                   | Steeve Hiesse Guillaume Gomez                           | Ferrari 3.6L V8           | P     | 100   |
| 9        | GT     | 14 | Lister Storm Racing                       | Jamie Campbell-Walter Nathan Kinch                      | Lister Storm              | D     | 100   |
| 9        | GT     | 14 | Lister Storm Racing                       | Jamie Campbell-Walter Nathan Kinch                      | Jaguar 7.0L V12           | D     | 100   |
| 10       | N-GT   | 51 | Freisinger Motorsport                     | Bert Longin Gabriele Gardel                             | Porsche 911 GT3-RS        | D     | 99    |
| 10       | N-GT   | 51 | Freisinger Motorsport                     | Bert Longin Gabriele Gardel                             | Porsche 3.6L Flat-6       | D     | 99    |
| 11       | N-GT   | 54 | Cirtek Motorsport                         | Xavier Pompidou Richard Kaye                            | Porsche 911 GT3-R         | D     | 99    |
| 11       | N-GT   | 54 | Cirtek Motorsport                         | Xavier Pompidou Richard Kaye                            | Porsche 3.6L Flat-6       | D     | 99    |
| 12       | N-GT   | 52 | JMB Racing                                | Andrea Bertolini Fabrizio de Simone                     | Ferrari 360 Modena GT     | P     | 98    |
| 12       | N-GT   | 52 | JMB Racing                                | Andrea Bertolini Fabrizio de Simone                     | Ferrari 3.6L V8           | P     | 98    |
| 13       | N-GT   | 74 | Team Eurotech                             | Mike Jordan Mark Sumpter                                | Porsche 911 GT3-RS        | D     | 97    |
| 13       | N-GT   | 74 | Team Eurotech                             | Mike Jordan Mark Sumpter                                | Porsche 3.6L Flat-6       | D     | 97    |
| 14       | N-GT   | 99 | RWS Yukos Motorsport                      | Walter Lechner, Jr. Stéphane Daoudi                     | Porsche 911 GT3-R         | P     | 96    |
| 14       | N-GT   | 99 | RWS Yukos Motorsport                      | Walter Lechner, Jr. Stéphane Daoudi                     | Porsche 3.6L Flat-6       | P     | 96    |
| 15       | GT     | 6  | Creation Autosportif                      | Bobby Verdon-Roe Marco Zadra                            | Lister Storm              | D     | 96    |
| 15       | GT     | 6  | Creation Autosportif                      | Bobby Verdon-Roe Marco Zadra                            | Jaguar 7.0L V12           | D     | 96    |
| 16       | N-GT   | 77 | RWS Yukos Motorsport                      | Nikolai Fomenko Alexey Vasilyev                         | Porsche 911 GT3-RS        | P     | 95    |
| 16       | N-GT   | 77 | RWS Yukos Motorsport                      | Nikolai Fomenko Alexey Vasilyev                         | Porsche 3.6L Flat-6       | P     | 95    |
| 17       | N-GT   | 56 | Alda Motorsport                           | Andrzej Dziurka Wojciech Dobrzanski                     | Porsche 911 GT3-RS        | D     | 95    |
| 17       | N-GT   | 56 | Alda Motorsport                           | Andrzej Dziurka Wojciech Dobrzanski                     | Porsche 3.6L Flat-6       | D     | 95    |
| 18       | N-GT   | 53 | JMB Racing                                | Antoine Gosse Peter Kutemann                            | Ferrari 360 Modena N-GT   | P     | 94    |
| 18       | N-GT   | 53 | JMB Racing                                | Antoine Gosse Peter Kutemann                            | Ferrari 3.6L V8           | P     | 94    |
| 19       | GT     | 16 | Wieth Racing                              | Wolfgang Kaufmann Niko Wieth Vittorio Zoboli            | Ferrari 550 Maranello     | D     | 84    |
| 19       | GT     | 16 | Wieth Racing                              | Wolfgang Kaufmann Niko Wieth Vittorio Zoboli            | Ferrari 6.0L V12          | D     | 84    |
| 20       | N-GT   | 65 | Protonic Desbrueres                       | Christopher Campbell Philippe Brocard Daniel Desbrueres | Porsche 911 GT3-RS        | P     | 73    |
| 20       | N-GT   | 65 | Protonic Desbrueres                       | Christopher Campbell Philippe Brocard Daniel Desbrueres | Porsche 3.6L Flat-6       | P     | 73    |
| 21       | N-GT   | 61 | EMKA Racing                               | Martin Short Tim Sugden                                 | Porsche 911 GT3-R         | D     | 72    |
| 21       | N-GT   | 61 | EMKA Racing                               | Martin Short Tim Sugden                                 | Porsche 3.6L Flat-6       | D     | 72    |
| 22 NC    | GT     | 7  | Graham Nash Motorsport                    | Mike Newton Thomas Erdos                                | Saleen S7-R               | D     | 61    |
| 22 NC    | GT     | 7  | Graham Nash Motorsport                    | Mike Newton Thomas Erdos                                | Ford 7.0L V8              | D     | 61    |
| 23 DNF   | N-GT   | 55 | Cirtek Motorsport                         | Ian Khan Adam Jones                                     | Porsche 911 GT3-R         | D     | 59    |
| 23 DNF   | N-GT   | 55 | Cirtek Motorsport                         | Ian Khan Adam Jones                                     | Porsche 3.6L Flat-6       | D     | 59    |
| 24 DNF   | N-GT   | 64 | AB Motorsport                             | Renato Premoli Bruno Barbaro Antonio De Castro          | Porsche 911 GT3-RS        | P     | 55    |
| 24 DNF   | N-GT   | 64 | AB Motorsport                             | Renato Premoli Bruno Barbaro Antonio De Castro          | Porsche 3.6L Flat-6       | P     | 55    |
| 25 DNF   | GT     | 4  | Force One Racing Festina                  | Philippe Alliot David Hallyday Steve Zacchia            | Chrysler Viper GTS-R      | P     | 49    |
| 25 DNF   | GT     | 4  | Force One Racing Festina                  | Philippe Alliot David Hallyday Steve Zacchia            | Chrysler 8.0L V10         | P     | 49    |
| 26 DNF   | GT     | 18 | Zwaan's Racing                            | Arjan van der Zwaan Rob van der Zwaan Klaus Abbelen     | Chrysler Viper GTS-R      | D     | 39    |
| 26 DNF   | GT     | 18 | Zwaan's Racing                            | Arjan van der Zwaan Rob van der Zwaan Klaus Abbelen     | Chrysler 8.0L V10         | D     | 39    |
| 27 DNF   | N-GT   | 75 | Team Eurotech                             | David Jones Godfrey Jones                               | Porsche 911 GT3-R         | D     | 34    |
| 27 DNF   | N-GT   | 75 | Team Eurotech                             | David Jones Godfrey Jones                               | Porsche 3.6L Flat-6       | D     | 34    |
| 28 DNF   | GT     | 10 | JMB Racing                                | Boris Derichebourg David Terrien Christian Pescatori    | Ferrari 550 Maranello     | P     | 28    |
| 28 DNF   | GT     | 10 | JMB Racing                                | Boris Derichebourg David Terrien Christian Pescatori    | Ferrari 6.0L V12          | P     | 28    |
| 29 DNF   | GT     | 1  | Larbre Compétition                        | Christophe Bouchut Jean-Philippe Belloc                 | Chrysler Viper GTS-R      | M     | 27    |
| 29 DNF   | GT     | 1  | Larbre Compétition                        | Christophe Bouchut Jean-Philippe Belloc                 | Chrysler 8.0L V10         | M     | 27    |
| 30 DNF   | GT     | 5  | Force One Racing Festina Carsport Holland | Mike Hezemans Anthony Kumpen                            | Chrysler Viper GTS-R      | P     | 18    |
| 30 DNF   | GT     | 5  | Force One Racing Festina Carsport Holland | Mike Hezemans Anthony Kumpen                            | Chrysler 8.0L V10         | P     | 18    |
| 31 DNF   | GT     | 21 | Care Racing BMS Scuderia Italia           | Stefano Livio Lilian Bryner Enzo Calderari              | Ferrari 550-GTS Maranello | M     | 16    |
| 31 DNF   | GT     | 21 | Care Racing BMS Scuderia Italia           | Stefano Livio Lilian Bryner Enzo Calderari              | Ferrari 5.9L V12          | M     | 16    |
| 32 DNF   | GT     | 12 | Proton Competition                        | Christian Ried Gerold Ried                              | Porsche 911 GT2           | Y     | 15    |
| 32 DNF   | GT     | 12 | Proton Competition                        | Christian Ried Gerold Ried                              | Porsche 3.6L Turbo Flat-6 | Y     | 15    |
| 33 DNF   | GT     | 9  | JMB Racing                                | Philipp Peter Fabio Babini                              | Ferrari 550 Maranello     | P     | 14    |
| 33 DNF   | GT     | 9  | JMB Racing                                | Philipp Peter Fabio Babini                              | Ferrari 6.0L V12          | P     | 14    |
| 34 DNF   | GT     | 2  | Konrad Motorsport                         | Franz Konrad Toni Seiler Jean-Marc Gounon               | Saleen S7-R               | D     | 13    |
| 34 DNF   | GT     | 2  | Konrad Motorsport                         | Franz Konrad Toni Seiler Jean-Marc Gounon               | Ford 7.0L V8              | D     | 13    |
| 35 DNF   | N-GT   | 57 | MenX                                      | Tomáš Enge Robert Pergl                                 | Ferrari 360 Modena GT     | D     | 10    |
| 35 DNF   | N-GT   | 57 | MenX                                      | Tomáš Enge Robert Pergl                                 | Ferrari 3.6L V8           | D     | 10    |
| DSQ      | N-GT   | 89 | Team Maranello Concessionaires            | Darren Turner Kelvin Burt                               | Ferrari 360 Modena N-GT   | D     | 101   |
| DSQ      | N-GT   | 89 | Team Maranello Concessionaires            | Darren Turner Kelvin Burt                               | Ferrari 3.6L V8           | D     | 101   |